# Terrain d'essai
Ne doit pas être confondu avec champ de tir, champ de manœuvre ou camp d'entraînement.
Un terrain d'essai est une installation militaire où des armes, des véhicules voire des tactiques militaires sont testés.
Bien que les terrains d'essais soient habituellement des installations militaires ou gouvernementales, certaines industries civiles ont leurs propres zones pour tester des prototypes et de nouvelles technologies.
Il se distingue du champ de manœuvre, destiné à la mise en pratique de tactiques ou de stratégies militaires, du champ de tir, destiné à l'entraînement à l'usage d'armes à feu, et du camp d'entraînement, destiné à aguerrir les troupes. Toutefois, certaines installations militaires peuvent regrouper plusieurs de ces fonctions.